# إلينور ريس
إلينور ريس (بالإنجليزية: Eleanor Rees)‏ (1978 في المملكة المتحدة)؛ كاتِبة وشاعرة بريطانية.